# Oricia nerias
Oricia nerias är en fjärilsart som beskrevs av Felder 1868. Oricia nerias ingår i släktet Oricia och familjen tandspinnare. Inga underarter finns listade i Catalogue of Life.